# Đông Tiến, Hàm Thuận Bắc
Đông Tiến là một xã thuộc huyện Hàm Thuận Bắc, tỉnh Bình Thuận, Việt Nam.
Xã Đông Tiến có diện tích 113,39 km², dân số năm 1999 là 755 người, mật độ dân số đạt 7 người/km².